# Justine, ovvero le disavventure della virtù
Justine, ovvero le disavventure della virtù (Marquis de Sade's Justine) è un film del 1969 diretto da Jesús Franco, tratto dal romanzo Justine o le disavventure della virtù del Marchese de Sade.

## Trama
Chiuso in carcere, il Marchese de Sade trascorre le giornate tra deliranti visioni che gli ispirano il manoscritto del romanzo dedicato alle avventure di Justine e Juliette, due giovani sorelle che vivono nella Francia del XVIII secolo. Rimaste improvvisamente orfane, Justine e Juliette sono costrette ad abbandonare il collegio per procurarsi da vivere. Le loro strade a questo punto si dividono: la bionda e viziosa Juliette va a lavorare nel bordello di Madame de Buisson, a Parigi, e di lì fa fortuna passando di delitto in delitto, uccidendo senza esitare chiunque si ponga sulla sua strada, per diventare infine la mantenuta di un Conte.
La mora e virtuosa Justine invece si stabilisce a casa di Monsieur de Harpin, lavorando come sguattera, ma quando rifiuta le avances viene accusata ingiustamente di furto, mandata in prigione e condannata a morte. Evasa in modo avventuroso al seguito di Madame Dubois, la più celebre delinquente di Francia, Justine deve difendersi dalla foia degli accoliti della donna che l'ha salvata. Durante una fuga ha la fortuna di imbattersi nel romantico pittore Raymond, che la ospita nella sua casa.
Ricercata dalle guardie, Justine deve abbandonare il nido d'amore e nascondersi nel palazzo del marchese di Bressac, dove lavora come cameriera personale della marchesa. Il marchese, omosessuale, uccide la moglie e si libera della cameriera, che aveva messo a parte dei suoi progetti criminali, non prima però di averle impresso a fuoco sul petto la lettera "M", che al tempo costituiva il marchio dell'infamia. A Justine non resta che cercare ricovero in un convento, dove è accolta molto affettuosamente da fratello Antonello e dai confratelli. I frati tuttavia si rivelano ben presto un manipolo di sadici e iniziano a sottoporla a torture, come fanno da tempo alle altre giovani ospiti del convento.
Approfittando di un incendio, Justine riesce anche questa volta a fuggire, ma è intercettata da Madame Dubois, che la costringe ad esibirsi nuda su un carro teatrale. Ma durante lo spettacolo, alla vista del marchio dell'infamia, il pubblico la addita come assassina. Justine è sul punto di essere arrestata, quando interviene a sorpresa la sorella Juliette, che la scorge da una carrozza e chiede al suo potente amante di farla liberare all'istante. Così, concluse le rispettive avventure, Justine e Juliette si riuniscono e, grazie alle scelleratezze della sorella, Justine riesce anche a coronare il suo sogno d'amore, abbandonando la scena mano nella mano con il pittore Raymond, suo futuro sposo.

## Produzione
Il film, la cui sceneggiatura è firmata dal produttore Harry Alan Towers, venne girato nel 1968, quando Romina Power aveva 16 anni. Le riprese, durate sette settimane, ebbero luogo in Spagna. In particolare alcune scene furono girate nel celebre Parco Güell di Antoni Gaudí a Barcellona. Nel film l'ingresso del Parco Güell viene utilizzato come esterno della casa del pittore Raymond, mentre l'interno del parco stesso nel film viene utilizzato come location del convento di Frate Antonello e dei suoi sadici confratelli.

## Distribuzione
Il film è stato distribuito in Italia dalla C.I.D.I.F., mentre è uscito in DVD negli Stati Uniti distribuito da Blue Underground, nel Regno Unito da Anchor Bay, in Germania, Giappone, Francia e Spagna da Manga Films. Nell'edizione statunitense, ristampata in Spagna e Gran Bretagna, il film appare rimasterizzato dal negativo originale e presentato per la prima volta in versione integrale. La medesima edizione include come extra una lunga intervista al regista e al produttore.